# Temperatura esterna minima di progetto
La temperatura esterna minima di progetto è un valore usato nella progettazione degli impianti di riscaldamento e nella coibentazione degli edifici.
Viene definita come il valore minimo delle medie delle decadi annuali più fredde registrate nella località. Varia in funzione della città in cui è situato l'edificio; in pratica, minore è questo valore, maggiore è il flusso di calore verso l'esterno e quindi il flusso di calore che deve essere fornito dall'impianto di riscaldamento.
Nei contratti per installazione di impianti di riscaldamento si assume come temperatura esterna, agli effetti del collaudi, quella minima verificatasi nelle 24 ore in un punto situato a Nord dell'edificio.
Si definisce temperatura esterna o la temperatura dell'aria esterna oppure la temperatura che regna in un locale contiguo al locale interessato.
La temperatura esterna è un parametro molto importante da considerare durante lo studio e la progettazione degli impianti HVAC

## Temperatura della decade più fredda per alcune città italiane
Di seguito vengono riportati i valori della temperatura esterna minima di progetto per alcune città italiane, come stabiliti dalle norme UNI 5364 (1976) e UNI EN 12831 (dicembre 2006):
| Città           | Te     |
| --------------- | ------ |
| Agrigento       | +3 °C  |
| Alessandria     | -8 °C  |
| Ancona          | -2 °C  |
| Aosta           | -10 °C |
| Ascoli Piceno   | -2 °C  |
| L'Aquila        | -5 °C  |
| Arezzo          | -1 °C  |
| Asti            | -8 °C  |
| Avellino        | -2 °C  |
| Bari            | +0 °C  |
| Bergamo         | -5 °C  |
| Biella          | -9 °C  |
| Belluno         | -10 °C |
| Benevento       | -2 °C  |
| Bologna         | -5 °C  |
| Brindisi        | +0 °C  |
| Brescia         | -7 °C  |
| Bolzano         | -15 °C |
| Cagliari        | +3 °C  |
| Campobasso      | -4 °C  |
| Caserta         | +0 °C  |
| Chieti          | +0 °C  |
| Caltanissetta   | +0 °C  |
| Cuneo           | -10 °C |
| Como            | -5 °C  |
| Cremona         | -5 °C  |
| Catanzaro       | -2 °C  |
| Cosenza         | -3 °C  |
| Catania         | +5 °C  |
| Chieti          | +0 °C  |
| Firenze         | +0 °C  |
| Foggia          | +0 °C  |
| Frosinone       | +0 °C  |
| Genova          | +0 °C  |
| L'Aquila        | -5 °C  |
| Lecce           | +0 °C  |
| Mantova         | -5 °C  |
| Matera          | -2 °C  |
| Milano          | -5 °C  |
| Napoli          | +2 °C  |
| Novara          | -5 °C  |
| Perugia         | -2 °C  |
| Palermo         | +5 °C  |
| Potenza         | -3 °C  |
| Ragusa          | +0 °C  |
| Reggio Calabria | +3 °C  |
| Roma            | +0 °C  |
| Rimini          | -5 °C  |
| Rovigo          | -5 °C  |
| Salerno         | +2 °C  |
| Siena           | -2 °C  |
| Sondrio         | -10 °C |
| La Spezia       | +0 °C  |
| Siracusa        | +5 °C  |
| Sassari         | +2 °C  |
| Sondrio         | -10 °C |
| Torino          | -8 °C  |
| Trapani         | +5 °C  |
| Trento          | -12 °C |
| Trieste         | -5 °C  |
| Udine           | -5 °C  |
| Venezia         | -5 °C  |